# Leucocelis bouyeri
Leucocelis bouyeri är en skalbaggsart som beskrevs av Franz Antoine 2009. Leucocelis bouyeri ingår i släktet Leucocelis och familjen Cetoniidae. Inga underarter finns listade i Catalogue of Life.